# Lenguas nubias
Las lenguas nubias constituyen un grupo filogenético compacto dentro de las lenguas sudánicas orientales que a su vez forman parte de las lenguas nilo-saharianas.

## Clasificación
Las lenguas nubias se clasifican usualmente dentro de las lenguas sudánicas orientales con las que comparten unos cuantos cognados aunque la posición exacta dentro del grupo es discutida. Un análisis de su léxico muestra que debido al contacto lingüístico tienen similitud léxica tal vez más cercanas con las lenguas cordofanas que con las lenguas sudánicas orientales.

### Lenguas de la familia
De acuerdo con M. Bechhaus-Gerst pueden diferenciarse cinco lenguas nubias:
1. Nobiin (previamente conocido mediante los términos geográficos mahas o fadicca/fiadicca).
2. Kenzi-dongolawi, la lengua nubia demográficamente más importante, con cerca de un millón de hablantes.
3. Midob (Meidob) hablado en los alrededores del cráter volcánico de Malha en el norte de Darfur.
4. Birgid, originalmente hablado al norte de Nyala en los alrededores de Menawashei hasta los años 1970. Los últimos hablantes sobrevivientes fueron entrevistados por Robin Thelwall en esos años. Algunos hablantes, también ancianos, de Gezira Aba justo al norte de sobre el Nilo al sur de Jartum fueron entrevistados por Thelwall en 1980.
5. Nubio de las montañas – un grupo de variedades estrechamente relacionadas y habladas en varias aldeas en el norte de las montañas Nuba – por los dilling, los debri y los kadaru.

Del antiguo nubio se conservan centenares de páginas de documentos, la mayoría son textos religiosos cristianos, escritos en una variante uncial de alfabeto griego, ampliado con tres signos del alfabeto copto y otros tres signos propios del antiguo nubio, aparentemente derivados de la escritura meroítica. Estos documentos escritos entre los siglos VIII y XV reflejan una lengua que parece ser la antecesora del moderno nobiin.

## Descripción lingüística
La investigación sincrónica de las lenguas nubias empezó en las últimas décadas del siglo XIX, y se centró originalmente en las lenguas nubias del Nilo, el nobiin y el dongolawi/kenzi. Muchos africanistas notables han dedicado estudios al grupo nubio, en particular Lepsius (1880), Reinisch (1879) y Meinhof (1918); otros africanistas que estudiaron el nubio son Almkvist y Schäfer. Además, existe un importante trabajo comparativo sobre las lenguas nubias llevado a cabo por Robin Thelwall y Marianne Bechhaus-Gerst en la segunda mitad del siglo XX.

### Ortografía
Actualmente existen tres propuestas usadas para escribir las lenguas nubias: una basada en el alfabeto árabe, otra basada en el alfabeto latino y una tercera basada en el alfabeto del antiguo nubio. Desde los años 1950, el alfabeto latino ha sido usado por cuatro autores, el arábigo por otros 2, y el antiguo nubio por otro más, para publicaciones que incluyen varios libros de proverbios, diccionarios y libros de texto. Para la propuesta basada en el alfabeto árabe, se ha usado el sistema extendido ISESCO para indicar las vocales y las consonantes no presentes en el alfabeto árabe original.

### Comparación léxica
Los numerales en diferentes lenguas nubias son:
| GLOSA | Septentrional | Septentrional | Central | Central | Central   | Occidental  | PROTO- NUBIO |
| GLOSA | Antiguo nubio | Nobiin        | Dilling | Ghulfan | Dongolawi | Midob       | PROTO- NUBIO |
| ----- | ------------- | ------------- | ------- | ------- | --------- | ----------- | ------------ |
| '1'   | *wer-         | wèer wéer     | bee     | bɛr     | weer      | pàrci       | *weer        |
| '2'   | *owo-         | úwwó          | oree    | óra     | owwi      | ə̀ddí        | *orr-u       |
| '3'   | *tusko-       | túskú tískó   | tujjun  | tóǰuk   | toski     | táasí       | *tossi-gu    |
| '4'   | kemso-        | kémsó         | kimmiɲi | kɪ́ɲu    | kemis     | èejí        | *kem(-n)-s   |
| '5'   | dij-          | dìj dìjì      | ticci   | ʈiʃú    | dij       | téccí       | *dijji       |
| '6'   | godeô-        | górjó         | kʷarcu  | kwúrʃu  | gorij     | kórcí       | *gorji       |
| '7'   | kolot-        | kòlòd         | kʷalad  | kwalát  | kolod     | òlòttì      | *kòlòda      |
| '8'   | *idwei-       | ídwó          | ɪddɪ    | ɪ́ddu    | idiw      | ídíyí       | *iduwi       |
| '9'   | askotta-      | òskòd òskòdi  | wit     | wìít    | iskood    | úkúdí úfúdí | *oskolda     |
| '10'  | dimed         | dímé          | bure    | buɽé    | dimin     | tímmíjí     | *dimer       |